# IBM
국제 사무기기 회사(國際事務機器會社, International Business Machines Corporation; IBM)는 뉴욕 아몽크에 본사를 두고 있으며 175개국 이상에 진출해 있는 미국의 다국적 기술 회사이다. 별칭은 빅 블루(Big Blue)이다.  IBM은 12개국에 19개 연구 시설을 보유한 세계 최대의 산업 연구 기관으로, 1993년부터 2021년까지 29년 연속 기업이 창출한 연간 미국 특허 최다 기록을 보유하고 있다.
IBM은 1911년 기록 관리 및 측정 시스템 제조업체의 지주 회사인 전산제표기록회사(CTR, Computing-Tablating-Recording Company)로 설립되었다. 1924년에 "International Business Machines"로 이름이 바뀌었고 곧 펀치 카드 도표 작성 시스템의 선두 제조업체가 되었다. 1960년대와 1970년대에 시스템/360으로 대표되는 IBM 메인프레임은 미국 내 컴퓨터의 80%, 전 세계 컴퓨터의 70%를 생산하는 세계 최고의 컴퓨팅 플랫폼이었다.
IBM은 1980년대에 IBM PC를 통해 마이크로컴퓨터 시장에 진출했다. IBM PC는 곧 IBM의 베스트셀러 제품 중 하나인 PC로 알려지게 되었다. IBM의 통찰력 부족으로 인해 PC는 지식 재산권법에 의해 제대로 보호되지 않았다. 결과적으로 IBM은 PC 시장에서 신흥 경쟁자에게 시장 지배력을 빠르게 잃기 시작했으며 동시에 PC 플랫폼의 개방성은 가장 인기 있는 마이크로컴퓨터 표준으로서 PC의 수명을 보장했다.
1990년대부터 회사는 운영을 축소하고 상품 생산을 중단하기 시작했으며, 특히 2005년에 개인용 컴퓨터 부문을 레노버 그룹에 매각했다. 이후 IBM은 컴퓨터 서비스, 소프트웨어, 슈퍼컴퓨터 및 과학 연구에 집중해 왔다. 2000년부터 당사의 슈퍼컴퓨터는 지속적으로 세계 최고 수준으로 평가되어 왔으며, 2001년에는 1년에 3,000개 이상의 특허를 생성한 최초의 회사가 되었다. 이는 2008년 4,000개 이상의 특허로 이 기록을 깨뜨린 것이다. 2022년 기준으로 회사는 150,000개의 특허를 보유하고 있다.
세계에서 가장 오래되고 규모가 큰 기술 기업 중 하나인 IBM은 ATM(현금 자동 입출금기), DRAM(동적 랜덤 액세스 메모리), 플로피 디스크, 하드 디스크 드라이브, 자기 스트라이프 카드, 관계형 데이터베이스, SQL 프로그래밍 언어 및 UPC 바코드 등 여러 기술 혁신을 담당해 왔다. 이 회사는 고급 컴퓨터 칩, 양자 컴퓨팅, 인공 지능 및 데이터 인프라 분야에 진출했다. IBM 직원과 졸업생은 6개의 노벨상과 6개의 튜링상을 포함하여 과학 연구 및 발명에 대한 다양한 표창을 받았다.
IBM은 상장 회사이며 다우 존스 산업평균지수의 30개 회사 중 하나이다. IBM은 2022년 전 세계적으로 297,900명 이상의 직원을 고용하는 세계 최대 고용주 중 하나이다. 기술 부문 내에서의 상대적인 감소에도 불구하고 IBM은 매출 기준으로 7번째로 큰 기술 회사로 남아 있으며, 미국에서 전체 매출 기준으로 67번째로 큰 회사이다. 또한 세계에서 가장 인지도 있고 가치 있는 브랜드 중 지속적으로 순위를 차지하고 있다.

## 역사
IBM은 19세기 후반에 개발되고 상용화된 여러 기술 혁신에서 시작되었다. 줄리어스 E. 피트랩은 1885년에 컴퓨팅 규모에 대한 특허를 받았다. 알렉산더 데이(Alexander Dey)가 다이얼 레코더(1888)를 발명했다. 허먼 홀러리스는 전기표 작성기(1889년)에 대한 특허를 받았다. 윌러드 번디는 근로자의 도착 및 출발 시간을 종이 테이프에 기록하는 타임 클럭(1889년)을 발명했다. 1911년 6월 16일, 4개 회사가 찰스 랜렛 플린트에 의해 뉴욕주에서 합병되어 뉴욕 엔디콧에 본사를 둔 다섯 번째 회사인 전산제표기록회사(CTR, Computing-Tablating-Recording Company)가 탄생했다. 5개 회사는 뉴욕주 엔디콧(Endicott)과 빙엄턴(Binghamton)에 1,300명의 직원과 사무실, 공장을 두고 있었다. (오하이오주 데이턴, 미시간주 디트로이트, 워싱턴 D.C., 캐나다 토론토)
전체적으로 두 회사는 상업용 저울과 산업용 시간 기록기, 고기 및 치즈 슬라이서부터 도표 작성기 및 천공 카드에 이르기까지 다양한 판매 및 임대용 기계를 제조했다. 토머스 J. 왓슨 시니어는 존 헨리 패터슨에 의해 내셔널 캐시 레지스터 컴퍼니에서 해고되었고 플린트를 불러 1914년 CTR에 자리를 제안했다. 왓슨은 총괄 관리자로 CTR에 합류했으며, 11개월 후 NCR 재직 기간과 관련된 독점금지 사건이 해결되면서 사장이 되었다. 패터슨의 선구적인 비즈니스 관행을 배운 왓슨은 계속해서 CTR 회사에 NCR의 도장을 찍었다. 그는 "관대 한 판매 인센티브, 고객 서비스에 중점, 단정하고 검은 옷을 입은 판매원에 대한 고집, 모든 직원에게 회사 자부심과 충성심을 심어주기위한 복음주의적인 열정"이라는 판매 관례를 구현했다. 그가 가장 좋아하는 슬로건인 "THINK"는 각 회사 직원들의 만트라가 되었다. 왓슨의 첫 4년 동안 수익은 900만 달러(현재 1억 5,800만 달러)에 이르렀고 회사 운영은 유럽, 남미, 아시아 및 호주로 확장되었다. 왓슨은 서투른 하이픈으로 연결된 이름인 "Computing-Tablating-Recording Company"를 결코 좋아하지 않았으며 이전에 CTR의 캐나다 부서 이름으로 사용되었던 보다 광범위한 제목인 "International Business Machines"로 대체하기로 결정했다. 이름은 1924년 2월 14일에 변경되었다. 1933년까지 대부분의 자회사는 IBM이라는 하나의 회사로 합병되었다.
나치는 홀러리스 펀치 카드와 알파벳순 회계 장비를 광범위하게 사용했으며 IBM이 최대 지분을 소유한 독일 자회사인 도이치 홀레리스 마쉬넨(Deutsche Hollerith Maschinen GmbH, Dehomag)은 1930년대 초부터 이 장비를 공급했다. 이 장비는 진행 중인 인구 조사를 통해 독일과 나치 통제 하에 있는 다른 국가의 시민을 분류하려는 나치의 노력에 매우 중요했다. 이러한 인구 조사 데이터는 유태인 및 기타 표적 집단의 검거를 촉진하고 강제 수용소 수용을 포함하여 홀로코스트 기계를 통한 이들의 이동을 목록화하는 데 사용되었다. 나치 강제 수용소는 계산 및 분류 기계를 포함한 IBM 기계를 갖춘 홀러리스 부서를 운영했다.
IBM은 1943년 8월부터 5월 사이에 제2차 세계대전에 사용된 M1 카빈총의 6%(약 346,500정)를 생산했다. IBM은 민간 판매용으로 총을 생산한 적이 없으며 군용으로만 총을 생산했다.
IBM은 제2차 세계 대전 중에 전자 기계 컴퓨터인 자동 시퀀스 제어 계산기를 제작했다. IBM은 1952년에 최초의 상용 프로그램 저장 컴퓨터인 진공관 기반 IBM 701을 출시했다. IBM 305 RAMAC는 1956년에 하드 디스크 드라이브를 출시했다. 회사는 1958년부터 7000 및 1400 시리즈를 통해 트랜지스터형 설계로 전환했다.
1956년 뉴욕에 있는 IBM 포킵시 연구실의 아서 L. 새뮤얼이 IBM 704를 프로그래밍하여 체커 게임뿐만 아니라 자체 경험을 통해 "학습"함으로써 인공 지능의 첫 번째 실제 사례를 시연했다. 1957년에는 포트란 과학 프로그래밍 언어가 개발되었다. 1961년 IBM은 아메리칸 항공을 위한 SABRE 예약 시스템을 개발하고 큰 성공을 거둔 셀렉트릭 타자기를 출시했다.
1963년에 IBM 직원과 컴퓨터는 NASA가 수성 우주비행사의 궤도 비행을 추적하는 데 도움을 주었다. 1년 후, 본사를 뉴욕에서 뉴욕 아몽크로 이전했다. 1960년대 후반에도 IBM은 1965년 제미니 비행, 1966년 토성 비행, 1969년 달 탐사에 참여하면서 우주 탐사 지원을 계속했다. IBM은 또한 새턴 V의 계기 장치와 아폴로 우주선 유도 컴퓨터를 개발 및 제조했다.
1964년 4월 7일, IBM은 최초의 컴퓨터 시스템 제품군인 IBM 시스템/360을 출시했다. 이는 대규모에서 소규모까지 전체 범위의 상업 및 과학 응용 프로그램을 포괄하므로 기업은 응용 프로그램을 다시 작성하지 않고도 처음으로 더 뛰어난 컴퓨팅 기능을 갖춘 모델로 업그레이드할 수 있다. 그 뒤를 이어 1970년에 IBM 시스템/370이 출시되었다. 360과 370을 함께 사용하면 IBM 메인프레임이 이 기간과 1980년대 초반까지 업계에서 지배적인 메인프레임 컴퓨터이자 지배적인 컴퓨팅 플랫폼이 되었다. 이들과 이를 실행하는 OS/VS1, MVS 등의 운영 체제와 그 위에 구축된 CICS 트랜잭션 처리 모니터 등의 미들웨어는 이 기간 동안 거의 독점 수준의 시장 점유율을 차지했으며 IBM이 가장 잘 알려진 브랜드가 되었다.
1969년 미국은 IBM이 범용 전자 디지털 컴퓨터 시스템 시장, 특히 업무용으로 설계된 컴퓨터를 독점하거나 독점하려 하여 셔먼 반독점법을 위반했다고 주장했으며, 이후 IBM이 IBM의 독점금지법을 위반했다고 주장했다. 임대 회사 및 플러그 호환 주변 장치 제조업체를 대상으로 한 조치. 얼마 지나지 않아 IBM은 많은 관찰자들이 소송의 직접적인 결과라고 믿었던 소프트웨어와 서비스를 분리하여 소프트웨어에 대한 경쟁적인 시장을 창출했다. 1982년에 법무부는 이 사건을 "가치 없음"으로 기각했다.
또한 1969년에 IBM 엔지니어인 포리스트 패리는 신용/직불/ATM 카드, 운전 면허증, 고속 교통 카드 및 기타 다양한 ID 및 액세스 제어 애플리케이션에 널리 사용되는 자기 스트라이프 카드를 발명했다. IBM은 이러한 카드 제조를 개척했으며 1970년대 대부분의 경우 이러한 애플리케이션을 위한 데이터 처리 시스템과 소프트웨어는 IBM 컴퓨터에서만 실행되었다. 1974년 IBM 엔지니어 조지 J. 로러는 범용 상품 부호(Universal Product Code)를 개발했다. IBM과 세계은행은 1981년 스왑 계약을 체결하면서 대중에게 처음으로 금융 스왑을 도입했다. 원래 IBM 5150으로 명명된 IBM PC는 1981년에 출시되었으며 곧 업계 표준이 되었다.
1991년 IBM은 회사를 더욱 관리하기 쉽게 만들고 다른 투자자가 해당 회사에 자금을 조달하도록 하여 IBM을 간소화하기 위해 여러 부서를 자율 자회사(소위 "Baby Blues")로 분리하기 시작했다. 여기에는 디스크 드라이브 및 기타 데이터 스토리지 제품 전용인 애드스타, 중급 컴퓨터 전용 IBM 애플리케이션 비즈니스 시스템스, 메인프레임 전용 IBM 엔터프라이즈 시스템스, 중급 및 대형 프린터 전용 페넨트 시스템스, 소형 프린터 전용 렉스마크 등이 포함되었다. 렉스마크는 설립 직후 차입매수를 통해 클레이튼 앤드 더빌리에(Clayton & Dubilier)에 인수되었다.
1992년 9월, IBM은 다양한 비메인프레임 및 비미드레인지 개인용 컴퓨터 제조 부문을 분사하여 IBM 퍼스널 컴퓨터 컴퍼니(Personal Computer Company, IBM PC Co.)라는 자율적인 완전 소유 자회사로 통합했다. 이러한 기업 구조 조정은 IBM이 1992년 회계연도 2분기에 이익 마진이 급격하게 하락했다고 보고한 후에 이루어졌다. 시장 분석가들은 이러한 하락을 1992년 여름 개인용 컴퓨터 시장의 치열한 가격 전쟁 때문이라고 생각했다. 기업 구조 조정은 그 시점까지 역사상 가장 크고 비용이 많이 드는 것 중 하나였다. 1993년 여름까지 IBM PC 컴퍼니는 앰브라 컴퓨터 코퍼레이션(Ambra Computer Corporation)과 IBM 파워 퍼스널 시스템스 그룹(IBM Power Personal Systems Group)을 포함한 여러 사업부로 나뉘었다. 전자는 IBM 자체 아키텍처의 "복제" 컴퓨터를 설계하고 판매하려는 시도였고 후자는 IBM의 파워PC 기반 워크스테이션을 담당하고 있다.
1993년 IBM은 80억 달러의 손실을 기록했는데, 이는 당시 미국 기업 역사상 최대 규모의 손실이었다. 회사를 회생시키기 위해 루 거스너가 RJR 나비스코의 CEO로 고용되었다. 2002년 IBM은 PwC의 컨설팅 부문인 PwC 컨설팅을 인수하여 IBM 글로벌 서비시스로 합병되었다.
1998년 IBM은 IBM PC 코퍼레이션의 기업 중심 개인 시스템 그룹을 IBM의 자체 글로벌 서비스 개인용 컴퓨터 컨설팅 및 고객 서비스 부서로 합병했다. 그 결과 합병된 사업부는 간단히 IBM 퍼스널 시스템스 그룹으로 알려지게 되었다. 1년 후, IBM은 이 분야의 시장 점유율이 경쟁사인 컴팩과 델에 비해 상당히 떨어진 후 소매점에서 컴퓨터 판매를 중단했다. 그 직후 IBM PC 코퍼레이션는 해체되어 IBM 퍼스널 시스템스 그룹에 합병되었다.
2004년 9월 14일, LG와 IBM은 대한민국 시장에서의 사업 제휴가 그 해 말에 종료될 것이라고 발표했다. 두 회사 모두 그해 초 뇌물수수 혐의와는 관련이 없다고 밝혔다. 엑스노트는 원래 합작 투자의 일부였으며 2012년 LG에 매각되었다.
2005년에 회사는 개인용 컴퓨터 사업 전체를 중국 기술 회사인 레노버에 매각했고, 2009년에는 소프트웨어 회사인 SPSS를 인수했다. 2009년 후반에 IBM의 블루 진 슈퍼컴퓨팅 프로그램은 미국 대통령 버락 오바마로부터 국가 기술 혁신 메달(National Medal of Technology and Innovation)을 받았다. 2011년 IBM은 제퍼디!에 전시된 인공지능 프로그램 왓슨으로 전 세계의 주목을 받았다. 게임 쇼 챔피언 켄 제닝스와 브래드 러터를 상대로 승리했다. 회사도 같은 해 6월 16일에 창립 100주년을 기념했다. 2012년 IBM은 케넥사(Kenexa)와 텍사스 메모리 시스템스(Texas Memory Systems)를 인수하기로 합의했다고 발표했고, 1년 후에는 웹 호스팅 서비스인 소프트레이어 테크놀로지스도 상당한 금액에 약 20억 달러 가치로 인수했다. 또한 그해 회사는 다바오시를 위한 비디오 감시 시스템을 설계했다.
2014년 IBM은 파워 ISA 기반 서버를 계속 제공하면서 x86 서버 사업부를 레노버에 21억 달러에 매각하겠다고 발표했다. 또한 그 해에 IBM은 다른 회사들과 몇 가지 주요 파트너십을 발표하기 시작했다. 해당 회사에는 애플, 트위터, 페이스북, 텐센트, 시스코, 언더아머, 박스, 마이크로소프트, VM웨어, CSC, 메이시스, 시세미 워크숍, 시세미 스트리트의 모회사 및 세일즈포스닷컴이 포함된다.
2015년 IBM은 10억 달러 규모의 머지 헬스케어, 데이터 스토리지 공급업체 클레버세이프, Weather.com 및 웨더 채널 모바일 앱을 포함한 더 웨더 컴퍼니의 모든 디지털 자산 등 세 가지 주요 인수를 발표했다. 또한 그해 IBM 직원들은 이야기를 전달하는 최초의 분자 영화인 소년과 원자라는 영화를 만들었다. 2016년 IBM은 화상회의 서비스인 Ustream을 인수하고 새로운 클라우드 비디오 사업부를 구성했다. 2016년 4월에는 분기별 매출이 14년 만에 최저치를 기록했다. IBM이 별도의 소송을 통해 그루폰을 특허 침해 혐의로 고발한 지 두 달 만에 그루폰은 IBM을 특허 침해 혐의로 고소했다.
2015년 IBM은 더 웨더 컴퍼니의 디지털 부분인 트루벤 헬스 애널리틱스(Truven Health Analytics)를 2016년에 26억 달러에 인수했으며, 2018년 10월 IBM은 레드햇을 340억 달러에 인수하겠다는 의사를 밝혔으며 이는 2019년 7월 9일에 완료되었다.
2020년 2월, IBM의 존 켈리 3세(John Kelly III)는 마이크로소프트의 브래드 스미스(Brad Smith)와 합류하여 인공지능(AI)의 윤리적 사용과 실행을 보장하기 위해 바티칸과 서약에 서명했다.
IBM은 2020년 10월 글로벌 기술 서비스 부문의 관리형 인프라 서비스 부문을 새로운 공개 회사로 분할할 것이라고 발표했다. 새로운 회사인 킨드릴(Kyndryl)은 115개국에서 90,000명의 직원과 4,600명의 고객을 보유하고 수주잔고는 600억 달러에 달할 것이다. IBM의 분사는 이전의 어떤 매각보다 규모가 컸으며 투자자들의 환영을 받았다. IBM은 2014년부터 2017년 말까지 IBM의 CFO였던 마틴 슈뢰터(Martin Schroeter)를 킨드릴의 CEO로 임명했다.
러시아의 우크라이나 침공이 시작된 지 며칠 뒤인 2022년 3월 7일, IBM CEO 아르빈드 크리슈나는 우크라이나 국기를 게시하고 "우리는 러시아에서의 모든 사업을 중단했다"고 발표했다. 모든 러시아어 기사도 IBM 웹사이트에서 삭제되었다. 6월 7일, 크리슈나는 IBM이 러시아에서의 사업을 "질서있게 축소"할 것이라고 발표했다.
2023년 IBM은 데이터와 AI 거버넌스 기능을 보완하기 위해 공개되지 않은 금액으로 맨타 소프트웨어를 인수했다. 2023년 11월 16일, IBM은 나치 지지 콘텐츠 옆에 광고가 발견된 후 트위터에서 광고를 중단했다.
2023년 12월, IBM은 소프트웨어 AG의 스트림세츠 및 웹메서즈 플랫폼을 21억 3천만 유로(23억 3천만 달러)에 인수할 것이라고 발표했다.

## 회사 구조

### 지배 구조
이사회는 10인~14인이 최적인 것으로 보고 있다. 이런 관점은 상황 및 추천된 후보의 자질에 따라 융통성 있게 조정될 수 있다. 현재는 이사 12인(사내 1, 사외 11)이며, 2010년도 주총 이후에는 13인으로 구성된다.
사무엘 팔미사노(Samuel J. Palmisano)가 이사회 의장(Chairman of the Board)과 대표이사(President), CEO를 겸하고 있다. CEO의 성과는 집행 평가 및 경영자원 위원회(Executive Compensation and Management Resources Committee)에서 정기적으로 검토하고 이사회의 집행 부분(executive session)에서 매년 검토하며, 이사회 의장은 정기적으로 승계 계획 및 경영진 계발에 대해 보고한다.

### 비즈니스 동향
IBM의 시가총액은 2024년 5월 기준 1,530억 달러 이상으로 평가된다. IBM은 총 수익 기준으로 미국 최대 기업의 2020 포춘 500 순위에서 38위를 차지했다. 2014년 IBM은 장기적인 투자보다는 분기별 수익 목표를 달성하기 위해 '금융 공학'을 사용했다는 비난을 받았다.
IBM의 주요 동향은 다음과 같다(12월 31일 마감 회계연도 기준).
| 연도 | 소득 (US$ bn) | 순소득 (US$ bn) | 직원 수 |
| ---- | ------------- | --------------- | ------- |
| 2014 | 92.7          | 12.0            | 379,592 |
| 2015 | 81.7          | 13.1            | 377,757 |
| 2016 | 79.9          | 11.8            | 380,300 |
| 2017 | 79.1          | 5.7             | 366,600 |
| 2018 | 79.5          | 8.7             | 350,600 |
| 2019 | 77.1          | 9.4             | 352,600 |
| 2020 | 73.6          | 5.5             | 345,900 |
| 2021 | 57.3          | 5.7             | 282,100 |
| 2022 | 60.5          | 1.6             | 288,300 |
| 2023 | 61.8          | 7.5             | 282,200 |

## 브랜드
이 그룹은 IBM의 주된 부서 가운데 하나이다. 다음과 같은 다양한 브랜드가 존재한다:
- Information Management — 데이터베이스, 서버, 데이터웨어하우스, 데이터 스트리밍, 데이터 보안 및 데이터 라이프 사이클 관리
- Business Analytics — 데이터 분석, 모델링, 고급 분석
- 인더스트리 솔루션 — 산업 특성을 고려한 산업용 인프라 소프트웨어.
- 로터스 소프트웨어 — 그룹웨어, 협동, 비즈니스 소프트웨어. 1995년에 인수.
- 레셔널 소프트웨어 — 소프트웨어 개발 및 응용 프로그램 수명 관리. 2002년에 인수.
- 티볼리 소프트웨어 — 시스템 관리. 1996년에 인수.
- 웹스피어 — 통합 및 응용 프로그램 인프라 소프트웨어.

## 같이 보기
- 한국IBM
- IBM AIX
- IBM OS/2
- IBM PS/2
- IBM PC-DOS
- IBM PC
- IBM 시스템/360
- IBM 시스템/370
- IBM ESA/390
- IBM 시스템 z9, IBM 시스템 z10
- IBM 시스템 p, POWER6
- IBM 시스템 i
- IBM PC 호환기종
- DB2